# 와이 힘?
《와이 힘?》(영어: Why Him?)은 2016년 개봉한 미국의 로맨틱 코미디 영화이다. 존 햄버그가 감독과 각본을 맡았으며, 이언 헬퍼가 공동 작가로 참여했다.

## 줄거리
그랜드래피즈에 사는 네드는 스탠퍼드 대학교에 다니는 딸 스테퍼니의 남자친구 레어드를 만나게 된다. 레어드는 비디오 게임 회사 CEO로 실리콘 밸리 갑부이지만 과도한 취향과 거침없는 욕설, 지나치게 자유분방한 태도로 네드를 기겁하게 만든다. 네드는 아름답고 똑똑해 그 어떤 남자라도 골라서 사귈 수 있는 딸이 왜 하필 이런 남자를 사랑하게 됐는지 도무지 이해할 수가 없다. 곧 네드는 레어드가 스테퍼니에게 청혼할 생각이라는 걸 알게 된다.

## 출연진
- 제임스 프랭코 - 레어드 메이휴 역
- 브라이언 크랜스턴 - 네드 플레밍 역
- 조이 도이치 - 스테퍼니 플레밍 역
- 메건 멀랠리 - 바버라 "바브" 플레밍 역
- 세드릭 디 엔터테이너 - 루 던 역
- 그리핀 글럭 - 스코티 플레밍 역
- 키건마이클 키 - 구스타브 역
- 잭 펄먼 - 케빈 딩글 역
- 케일리 쿼코 - 인공지능 저스틴 역 (목소리)
- 케이시 윌슨 - 미시 페더먼 역
- 앤드루 래널스 - 블레인 페더먼 역
- 애덤 더바인 - 타이슨 모델 역
- 메리 팻 글리슨 - 조이스 역
- 밥 스티븐슨 - 그래픽 담당 제리 역
- 스티브 아오키, 일론 머스크, 진 시먼스, 폴 스탠리 - 본인 역

## 기타 제작진
- 총괄 제작: 조지아 커캔더스
- 공동 제작: 스콧 로버트슨
- 의상: 리사 에번스

## 같이 보기
- 크리스마스 영화 목록